# Thouron
Thouron település Franciaországban, Haute-Vienne megyében. Lakosainak száma 563 fő (2022. január 1.). Thouron Le Buis, Compreignac, Nantiat, Saint-Jouvent és Saint-Pardoux-le-Lac községekkel határos.

## Népesség
A település népessége az elmúlt években az alábbi módon változott:
| Lakosok száma | 516  | 513  | 522  | 532  | 548  | 565  | 567  | 563  | 563  |
|               | 2013 | 2015 | 2016 | 2017 | 2018 | 2019 | 2020 | 2021 | 2022 |